# 岡田信次
岡田 信次（おかだ しんじ、1898年（明治31年）12月13日 - 1986年（昭和61年）3月22日）は、昭和時代の土木工学者、政治家、鉄道官僚、運輸官僚。参議院議員。運輸政務次官。陸軍司政長官。

## 経歴
岡田竹五郎の子として東京府に生まれる。1923年（大正12年）京都帝国大学工学部土木工学科を卒業し、鉄道省工務局改良課に奉職する。同年、関東大震災による鉄道被害の復旧のため国府津改良事務所で東海道線の復旧、改良工事に従事し、のち国府津改良事務所長となる。1932年（昭和7年）から2年間、在外研究員として欧米に留学した。1939年（昭和14年）広島鉄道局工務部長、1942年（昭和17年）鉄道省工務局計画課長を経て、1944年（昭和19年）陸軍司政長官となり、フィリピンに赴任した。
鉄道防衛事務局長を経て、終戦と共に1945年（昭和20年）運輸省施設局長となり、1948年（昭和23年）退官した。この間、1947年（昭和22年）土木学会第35代会長に就任し、同職を1年間務めた。
1950年（昭和25年）6月、第2回参議院議員通常選挙に出馬して参議院議員に当選（1期）し、1954年（昭和29年）第5次吉田内閣の運輸政務次官となる。その後、1962年（昭和37年）攻玉社短期大学学長に就任した。ほか、東京高速道路会社取締役、東京交通興業会社社長、1956年（昭和31年）日本自動車会議所理事、1963年（昭和38年）国際技術協力開発会社社長などを歴任した。
1969年（昭和44年）春の叙勲で勲三等旭日中綬章受章。

## 親族
- 父：岡田竹五郎（新永間建築事務所所長）[2][5]
- 子：岡田宏（日本鉄道建設公団総裁）[2]